# St. Wolfgang (Landshut)

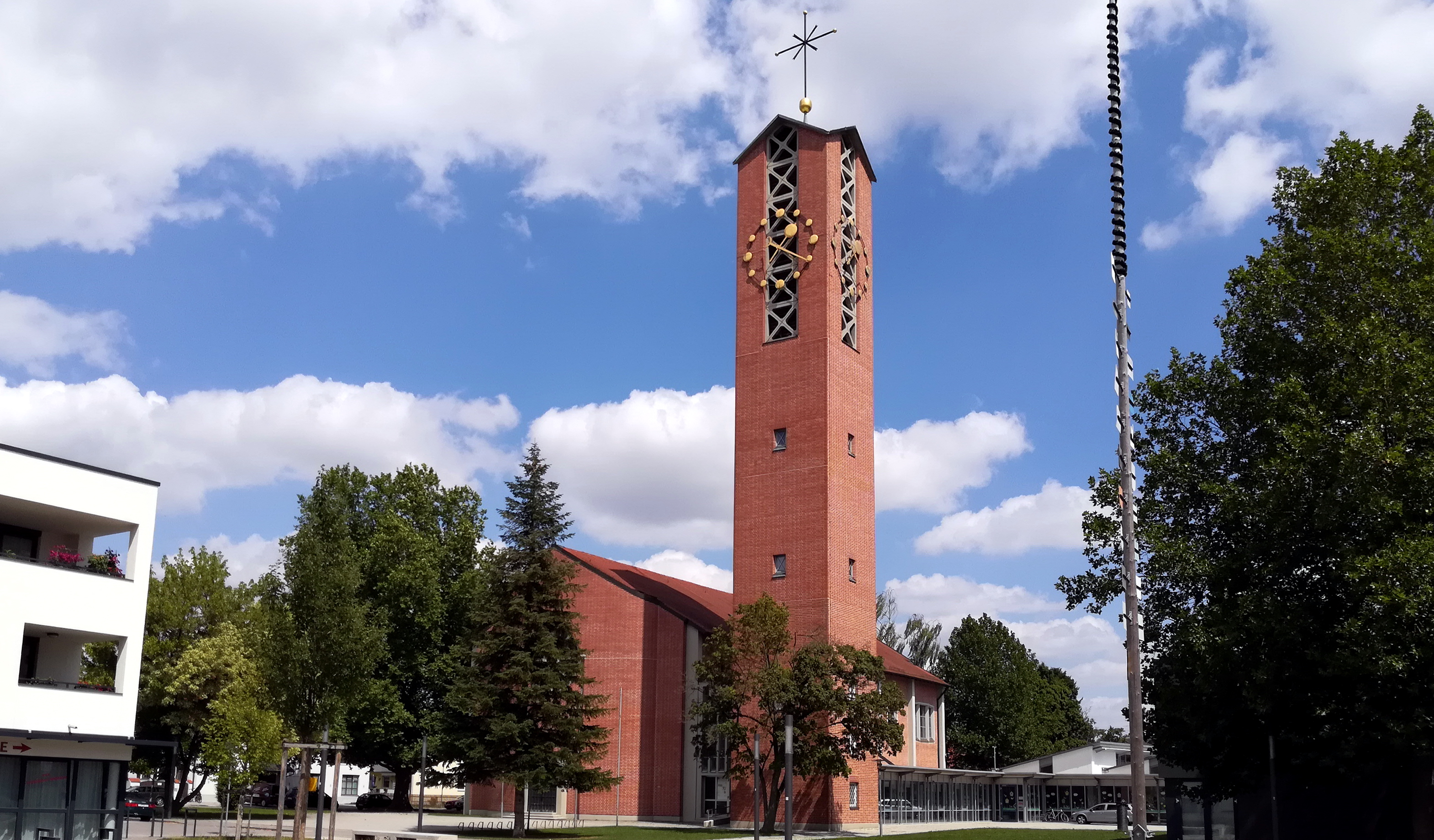
Außenansicht der Pfarrkirche St. Wolfgang

Die römisch-katholische Pfarrkirche St. Wolfgang (auch: Wolfgangskirche) in Landshut ist ein modernes Kirchengebäude, das in den Jahren 1956/57 nach den Plänen des Münchner Architekten Friedrich Ferdinand Haindl errichtet wurde. Sein heutiges Aussehen erhielt der Bau im Wesentlichen bei einer Renovierung in den Jahren 1994/1995. Das Patrozinium der Kirche war namensgebend für den gesamten Stadtteil, die sogenannte Wolfgangsiedlung. Diese bildet heute den einwohnerstärksten Stadtbezirk Landshuts; auch die Pfarrei St. Wolfgang ist mit über 9.000 Katholiken die größte der Stadt. Da sich die Pfarrei links der Isar befindet, gehört sie dem Bistum Regensburg an.

## Geschichte
Infolge der Verlegung des Landshuter Bahnhofs an den nördlichen Stadtrand im Jahr 1880 siedelten sich im Umkreis rasch einige bedeutende Industriebetriebe an. Dies führte zur Entstehung der sogenannten Wolfgangsiedlung nördlich der Bahnstrecke München–Regensburg, also ursprünglich auf dem Gebiet der Pfarrei St. Nikola. Deren Pfarrer BGR Joseph Frischeisen veranlasste in den 1920er Jahren den Neubau einer Kirche in der neu entstandenen Siedlung. Diese war sehr ärmlich ausgestattet und wurde daher zum Teil als „Notkirche“ bezeichnet. Die Weihe an den Bistumspatron Wolfgang von Regensburg erfolgte am 3. November 1929 durch Erzbischof Michael Buchberger. 1940 erfolgte die Erhebung zur Pfarrkuratie, zum 1. April 1942 wurde die Pfarrei St. Wolfgang errichtet. Bei alliierten Bombenangriffen auf den Landshuter Hauptbahnhof am 19. März 1945 wurde auch die Wolfgangskirche beschädigt; sie konnte aber schnell wieder saniert werden. Der 19. März wird bis heute als Tag der ewigen Anbetung vor dem Allerheiligsten begangen.
Durch den großen Zuzug an Heimatvertriebenen in der Wolfgangssiedlung wurde die Kirche nach dem Zweiten Weltkrieg rasch zu klein. So musste unter Prälat Otto Schweiger, der die Pfarrei von 1948 bis 1980 seelsorglich betreute, ein Neubau errichtet werden. Dieser wurde auf einer damals als Sportgelände genutzten Fläche östlich der alten Kirche ausgeführt. Die Entwürfe lieferte der Münchner Regierungsbaumeister Friedrich Ferdinand Haindl, der auch die Pfarrkirche St. Konrad in Landshut (1950–1951) und die Kloster- und Institutskirche St. Jakob am Anger in München (1955–1957) erbaut hatte. Letztere diente teilweise als direktes Vorbild für die Landshuter Wolfgangskirche, zum Beispiel ist das Turmkreuz annähernd identisch. Nachdem am 10. Oktober 1955 der erste Spatenstich erfolgt war, nahm am Pfingstmontag, dem 21. Mai 1956, der Regensburger Generalvikar Johann Baptist Baldauf die Grundsteinlegung vor. Am 3. August desselben Jahres feierte man Richtfest, am 5. Oktober wurde das knapp acht Meter hohe Turmkreuz aufgesetzt. Die Benediktion (Segnung) erfolgte am 10. März 1957, die Glockenweihe am 26. Mai desselben Jahres. Die eigentliche Kirchweihe wurde erst am 29. Juli 1962 durch Bischof Rudolf Graber vollzogen. An einem Sonntag Ende Juli wird noch heute der Weihetag der Kirche mit dem Pfarrfest gefeiert. Nach dem Neubau der Kirche blieb das alte Gotteshaus zunächst erhalten und diente als Pfarrsaal.
In den Jahren 1994/1995 erfolgte die erste große Renovierungsmaßnahme, bei der auch der Innenraum umgestaltet wurde. So wurden beispielsweise eine Akustikdecke eingezogen und gegenüber dem Nordportal eine Marienkapelle geschaffen. 1995 erhielt die Kirche außerdem eine neue Orgel von dem Orgelbauer Georg Jann. 1998 entstand auf dem Platz südlich der Kirche ein neuer Kindergarten nach den Entwürfen des Landshuter Architekten Hans-Karl Köhler. Zwei Jahre später wurde eine Turmsanierung notwendig, nachdem herabstürzende Ziegelsteine Passanten gefährdet hatten. Dabei erhielt der Turm eine zusätzliche Ziegelverblendung und einen neuen Glockenstuhl aus Eichenholz. Die beiden großen Glocken wurden zudem mit einem Gegenpendel ausgestattet. 2003 musste die Krypta unter dem Altarraum infolge eines Wasserschadens saniert werden. Die vorerst letzte Maßnahme war der Neubau eines Pfarrheims in Holzbauweise, das den Passivhausstandard erfüllt. Dieser wurde auf der noch freien Fläche neben dem Kindergarten ausgeführt. Am 15. April 2011 erfolgte der Spatenstich, am 9. Juni 2012 wurde das neue Pfarrheim eingeweiht. Dadurch konnte die marode alte Kirche, die bis 2012 als Pfarrsaal diente, abgerissen werden. Die frei gewordene Fläche am St.-Wolfgangs-Platz wurde einer Wohnnutzung zugeführt.
Im Jahr 2020 erfolgte eine neuerliche Innenrenovierung. Dabei wurden unter anderem die Beleuchtung optimiert, die Raumschale anstelle der vormals weißen Tünchung in hellem Umbra gefasst und das Rosettenfenster hinter dem Altar neu bleiverglast. Außerdem erhielt die Marienkapelle zwei je rund neun Quadratmeter große, bemalte Glasfenster von dem niederbayerischen Künstler Mario Schoßer. Das östliche Fenster trägt den Titel Lumen Christi – Licht von Christus; die vorherrschenden Farben sind grün und gelb. Das westliche Fenster wird mit Rosa Mystica – Geheimnisvolle Rose beschrieben; hier herrscht ein roter Farbton vor.

## Beschreibung

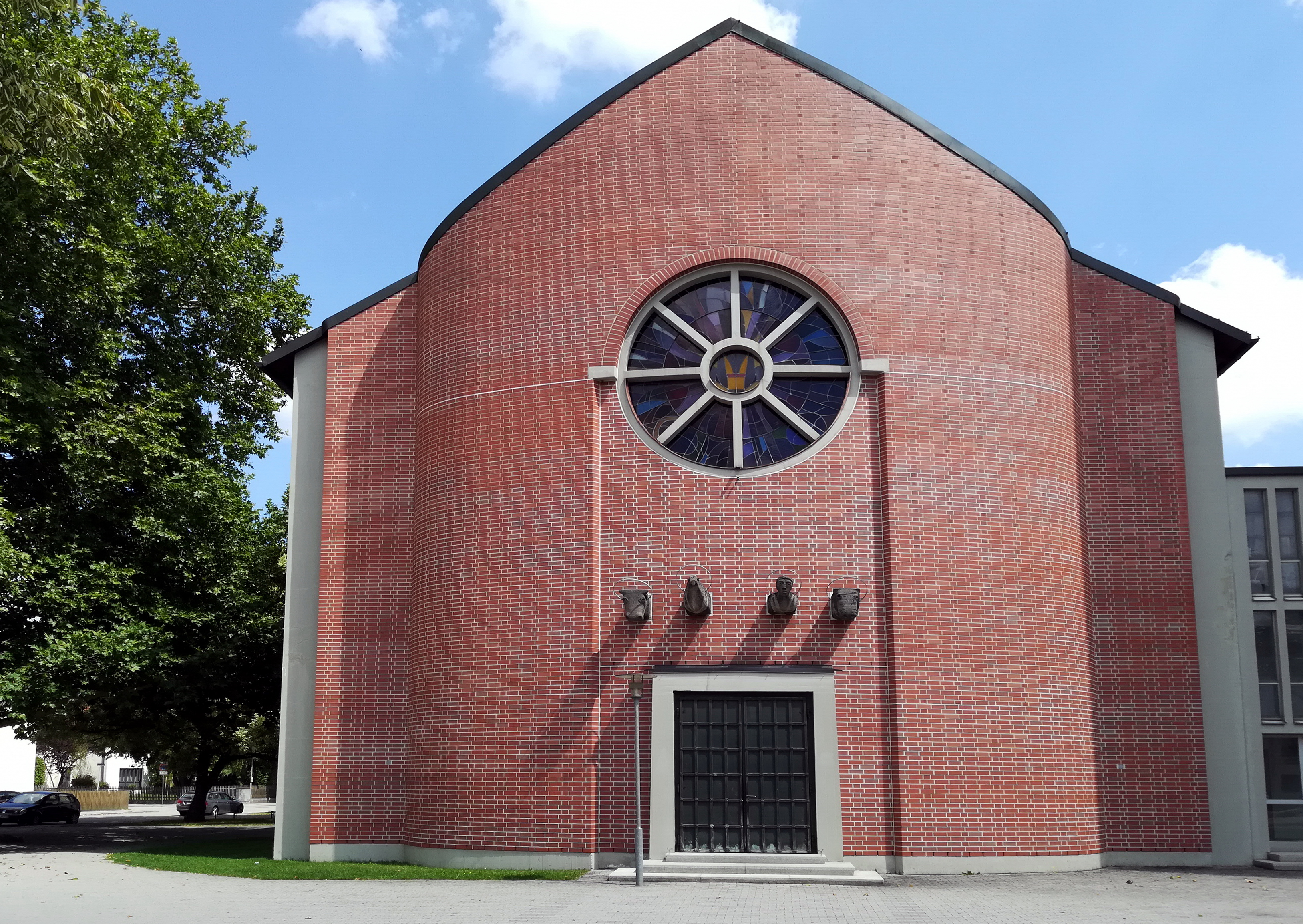
Westfassade der Wolfgangskirche, symbolisch als Mitra (Schiff) und Stab (Turm) des heiligen Wolfgang zu sehen

### Maße
Die Hauptmaße von Kirchenschiff und Kirchturm betragen:
- Kirchenschiff: 18 × 43 Meter
- Höhe des Kirchenschiffes: 16 Meter
- Turm: 5,35 × 5,35 Meter
- Turmhöhe: 39 Meter (mit Turmkreuz: 47,5 Meter)
- Abstand Turm–Kirchenschiff: 6 Meter

### Architektur
Die nach Osten ausgerichtete Wolfgangskirche ist ein moderner sechsjochiger Saalbau in Sichtziegelbauweise, der an die Landshuter Backsteingotik erinnern soll. Die Schauseite zum St.-Wolfgangs-Platz hin ist die Westfassade. Aus einer gewissen Entfernung wirkt der Gesamtbau symbolisch wie Mitra (Kirchenschiff) und Stab (Kirchturm) des heiligen Bischofs und Kirchenpatrons Wolfgang. Über dem Westportal ragen die vier Evangelistensymbole aus der Wand hervor, Werke des ortsansässigen Bildhauers Karl Reidel aus dem Jahr 1956. Es sind dies von links nach rechts: der Stier (Lukas), der Adler (Johannes), der Mensch (Matthäus) und der Löwe (Markus). Oberhalb dieser Skulpturen befindet sich eine Rosette mit Farbverglasung. Diese ist nur vom Kirchenvorplatz vollständig sichtbar, da sie innen teilweise von der Orgel verdeckt wird. Das 1994 von Karl Reidels Frau Marlene Reidel gestaltete Glasfenster zeigt in der Mitte eine Mitra, ebenfalls ein Hinweis auf den Kirchenpatron.
Ein weiterer Zugang zum Kirchengebäude befindet sich auf der Nordseite, im vierten Joch von Osten. Über dem Nordportal ist ein Muschelkalk-Fries von Karl Reidel aus dem Jahr 1956 zu sehen. Es trägt die Inschrift: ST. WOLFGANG ORA PRO NOBIS („St. Wolfgang, bitte für uns“). Auf der gegenüberliegenden Seite, also am vierten Südjoch, ist eine von hohen Fenstern beleuchtete Seitenkapelle angebaut. Auf der Nordostseite befindet sich das zeitgleich mit der Kirche erbaute Sakristeihaus, das über einen gläsernen Verbindungsbau angebunden ist. Dieser enthält auch den Abgang zur Krypta unterhalb des Altarbereichs. Im Südwesten befindet sich ein ähnlicher Verbindungsbau zum Turm, der auch einen behindertengerechten Zugang zum Kirchinneren (im sechsten Südjoch) und einen Treppenaufgang zur Orgelempore enthält. Im Turmerdgeschoss befindet sich das sogenannte Turmzimmer, das beispielsweise für Beichtgespräche genutzt wird. Darüber erhebt sich der quadratische Turm mit hohen, bis zum Dach reichenden Schallöffnungen, denen auf jeder Seite eine dezente vergoldete Turmuhr vorgeblendet ist. Den oberen Abschluss bildet ein 8,5 Meter hohes Turmkreuz, das eine große Ähnlichkeit zu dem Turmkreuz der Kirche St. Jakob am Anger in München aufweist.
Der lichte Innenraum ist seit dem Umbau 1994 durch Lisenen gegliedert; dazwischen sechs Fensterachsen, wobei das östlichste Fensterpaar dreiteilig erweitert ist, um den Chorraum zusätzlich zu erhellen. Ebenfalls 1994 wurde eine Akustikdecke eingezogen, die oben in einem flachen Rundbogen abschließt. Das Presbyterium ist gegenüber dem Gemeinderaum deutlich erhöht und wird durch die 1996 vorwiegend aus Sicherheitsgründen angebrachten Messinggeländer zusätzlich optisch abgetrennt. Darunter befindet sich die Wolfgangskrypta, die von einer nach unten gestaffelten Fensterreihe in der Ostwand gekennzeichnet ist. Im fünften Joch von Osten sind beiderseits Beichtstühle in flachen Wandnischen untergebracht. Im sechsten Nordjoch ist in einer ebensolchen Nische die Kriegergedächtnisstätte zu finden, gegenüber im hintersten Südjoch der barrierefreie Zugang. Beides liegt unter der Orgelempore, die das rückwärtige Joch komplett überdeckt. Der Chorraum, der das vorderste Joch einnimmt, ist nicht eingezogen; die Wand auf der Ostseite ist jedoch zu einer Art Apsis ausgerundet. Das Pendant bildet die konvex in den Kirchenvorplatz vorgewölbte Westfassade.

### Ausstattung
Der Blickfang in der sonst eher schlicht ausgestatteten Kirche ist das monumentale Wandgemälde in der flachen Apsis, ausgeführt in der Secco-Technik. Es wurde 1957 von dem Münchner Künstler Franz Nagel geschaffen und stellt das himmlische Jerusalem dar, wie es in der Offenbarung des Johannes beschrieben wird. Auf Wolken befindet sich die Stadt Jerusalem, die von einer mächtigen Stadtmauer umgeben ist. Diese enthält Grundsteine mit den Porträts und Attributen der zwölf Apostel. Die Mauer enthält zudem zwölf Portale – drei in jeder Himmelsrichtung –, die zum Teil von rauchfassschwingenden Engeln bekrönt sind. Im Zentrum der Stadt ist eine farblich deutlich hervorgehobene Darstellung des thronenden Christus mit dem geöffneten Buch zu sehen – umgeben von neun Goldsteinen, die vermutlich mit den neun Chören der Engeln in Verbindung stehen, der Heilig-Geist-Taube und dem geschlachteten Osterlamm. Von dieser Gruppe geht das symbolische Wasser des Lebens aus. Der Entwurf zu diesem Wandgemälde, der in veränderter Form ausgeführt wurde, ist im Pfarrhaus erhalten. Rechts unterhalb dieser Darstellung befindet sich das beinahe unscheinbare Mosaikbild des Pfarrpatrons Wolfgang mit Bischofsstab und Kirchenmodell. Es wurde ebenfalls von Franz Nagel entworfen und 1956 von der Bayerischen Hofglasmalerei Gustav van Treeck ausgeführt.
In der Mitte des Presbyteriums befindet sich der Altar aus Kelheimer Kalkstein, der 1956 von Karl Reidel geschaffen wurde. Auf einem U-förmigen, nach oben geöffneten Fuß ruht eine schwere Platte, an deren Stirnseite zur Gemeinde hin ein Relief zu sehen ist. Darauf ist in 14 Feldern das Geschehen auf Golgota während der Kreuzigung Christi dargestellt. Der gekreuzigte Christus im zentralen Bildfeld wird links von sieben, rechts von weiteren Bildfeldern flankiert, in denen römische Soldaten, Jünger Jesu und Engel dargestellt sind. Auch der Ambo, dessen Vorderseite einen Blüten und Früchte tragenden Lebensbaum und eine Heilig-Geist-Taube zeigt, ist ein Werk Reidels aus den 1950er Jahren. Dahinter befindet sich der Tabernakel aus Bronze, den Reidel hingegen 1994 gestaltete. Er wird von fünf leuchtenden Rosenquarzen geschmückt. Daneben ist an der Wand die zugehörige Ewig-Licht-Ampel angebracht. Ebenfalls von 1994 stammt das Vortragekreuz aus Silber, das von dem Künstler Peter Verburg aus Obergangkofen bei Kumhausen gestaltet wurde. Die fünf Wundmale Christi werden dabei von Hämatiten symbolisiert, die bei Sonneneinstrahlung ein violettes Licht entstehen lassen, die Symbolfarbe der Passion.
Rechts vor dem erhöhten Presbyterium steht das Taufbecken, ein achteckiger Kalkstein mit Bronzedeckel, der einen Rosenquarz als oberen Abschluss trägt. In der Seitenkapelle, die der Jungfrau Maria geweiht ist, befindet sich auf einer Säule eine bronzene Marienfigur mit Jesuskind. Diese wurde ebenfalls 1994 von Karl Reidel gestaltet. Links daneben ist das einzige Grabmal der Kirche zu finden. Es erinnert an ihren Bauherrn, den Stadtpfarrer Prälat Otto Schweiger († 30. Dezember 1980) und trägt die Inschrift: HIER RUHT / DER ERBAUER DIESER KIRCHE / OTTO SCHWEIGER / PFARRER 1948–1980. Auch die Windfangtüren an West- und Nordportal stammen von der Kirchenrenovierung 1994. Die Enden der langen Griffstangen sind als Mitren ausgebildet, wiederum ein Hinweis auf den Kirchpatron.

### Orgel

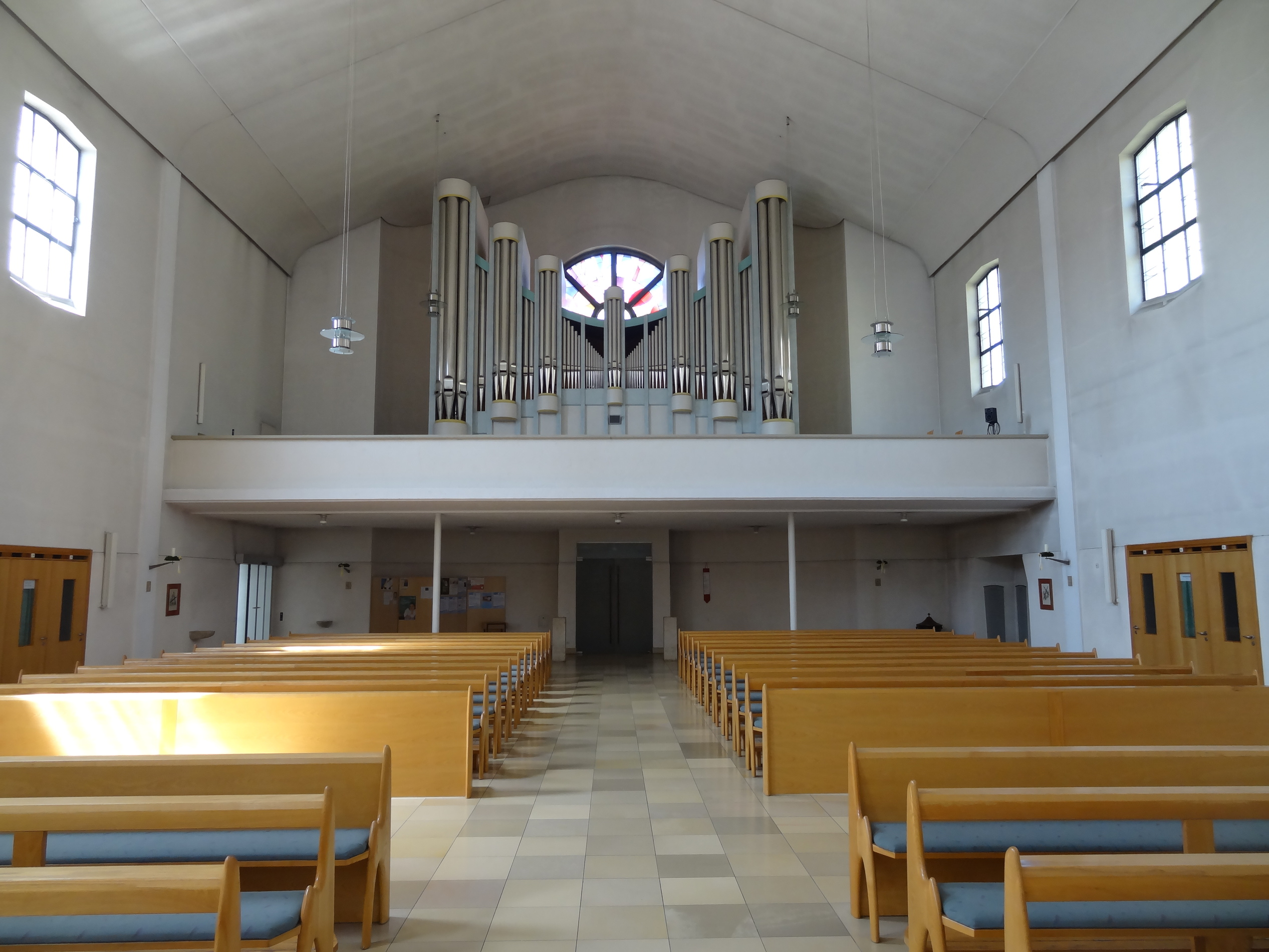
Blick zur Orgelempore

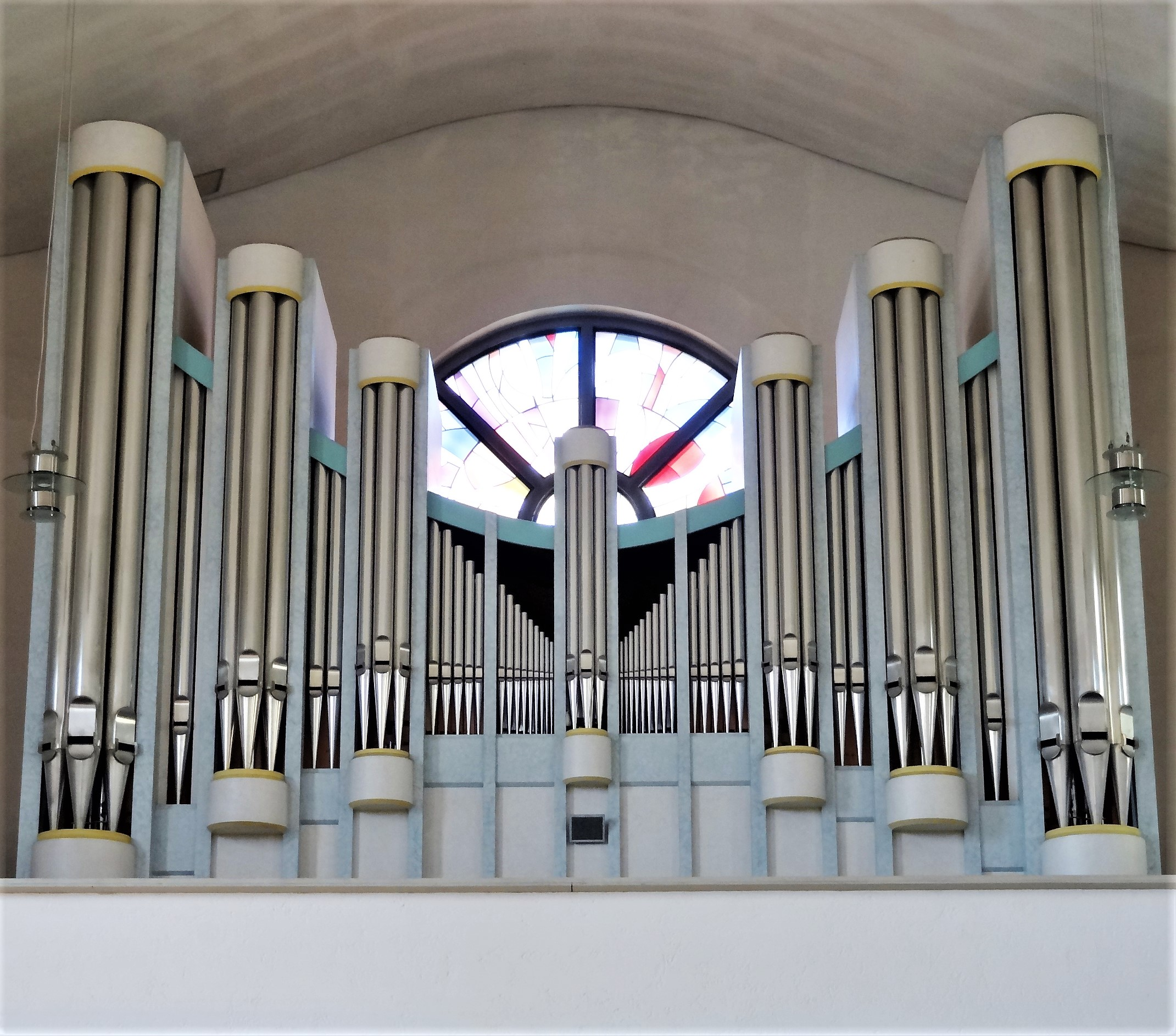
Orgel (Georg Jann, 1995)

Nach dem Neubau der Wolfgangskirche wurde zunächst die Orgel der alten Kirche übernommen, die 1934 von Michael Weise aus Plattling errichtet worden war. Diese war mit nur zwölf Registern der Größe der neuen Kirche nicht angemessen. Diese Disposition des zweimanualigen Instruments mit angehängtem Pedal und elektro-pneumatischer Spiel- und Registertraktur lautete wie folgt:
| I Manual |             |            |
| 1.       | Prinzipal   | 8′         |
| 2.       | Quintatön   | 8′         |
| 3.       | Spitzflöte  | 8′         |
| 4.       | Oktav       | 4′         |
| 5.       | Rohrgedeckt | 4′         |
| 6.       | Rauschquint | 2 ⁄3′ + 2′ |

| II Manual |                 |       |
| 7.        | Geigenprinzipal | 8′    |
| 8.        | Gedeckt         | 8′    |
| 9.        | Salizional      | 8′    |
| 10.       | Nachthorn       | 4′    |
| 11.       | Blockflöte      | 2′    |
| 12.       | Mixtur III      | 2 ⁄3′ |

| Pedal (angehängt)                    |
| Die Belegung des Pedals (16′) fehlt. |

- Koppel: Manualkoppel

1995 bekam die Pfarrei ein der Größe des Gotteshauses entsprechendes Instrument. Dieses wurde von Georg Jann erbaut, als dessen letztes Werk (Opus 211) vor der Übergabe der Firma an seinen Sohn Thomas im gleichen Jahr. Der von Hans-Jürgen Reuschel entworfene Prospekt besteht aus sieben zur Mitte hin abfallenden Pfeilern, die mit der gegenläufigen Rundung des Akustikgewölbes korrespondieren. Die Orgel mit rein mechanischer Spiel- und Registertraktur umfasst insgesamt 28 Register und einem Vorabzug auf zwei Manualen und Pedal. Die Disposition lautet:
| I Hauptwerk C–g3 |              |        |
| 1.               | Bourdon      | 16′    |
| 2.               | Praestant    | 8′     |
| 3.               | Holzgedeckt  | 8′     |
| 4.               | Gamba        | 8′     |
| 5.               | Octave       | 4′     |
| 6.               | Blockflöte   | 4′     |
| 7.               | Quinte       | 2 ⁄3′  |
| 8.               | Schwegel     | 2′     |
| 9.               | Terz         | 1 3⁄5′ |
| 10.              | Mixtur IV–VI | 1 ⁄3′  |
| 11.              | Trompete     | 8′     |
|                  | Tremulant    |        |

| II Schwellwerk C–g3 |                 |       |
| 12.                 | Rohrflöte       | 8′    |
| 13.                 | Salicional      | 8′    |
| 14.                 | Schwebung       | 8′    |
| 15.                 | Holzflöte       | 4′    |
| 16.                 | Aeoline         | 4′    |
| 17.                 | Traversflöte    | 2′    |
| 18.                 | Quinte          | 1 ⁄3′ |
| 19.                 | Fourniture IV–V | 2′    |
| 20.                 | Fagott          | 16′   |
| 21.                 | Oboe            | 8′    |
|                     | Tremulant       |       |

| Pedal C–f1 |               |     |
| 22.        | Principal     | 16′ |
| 23.        | Subbaß        | 16′ |
| 24.        | Octavbaß      | 8′  |
| 25.        | Baßflöte      | 8′  |
| 26.        | Hintersatz IV | 4′  |
|            | Choralbaß     | 4′  |
| 27.        | Bombarde      | 16′ |
| 28.        | Posaune       | 8′  |

- Koppeln: I/II, I/P, II/P
- Spielhilfen: Choralpleno an/ab, Zungen an/ab

### Glocken
Das Geläut der Pfarrkirche St. Wolfgang fällt für eine Kirche ihrer Größe eher bescheiden aus. Der Hauptgrund dafür ist in der Geldnot der Erbauungszeit zu sehen. Die vier größeren Glocken (Patrona Bavariae, St. Josef, Bruder Konrad, St. Christophorus) wurden 1957 zur Fertigstellung des Neubaus angeschafft, die beiden kleineren Glocken stammen noch aus dem Dachreiter der alten Kirche. Dabei hat nur die St.-Wolfgangs-Glocke den Zweiten Weltkrieg überdauert, während die Totenglocke 1947 neu angeschafft wurde. Das sechsstimmige Geläut mit der Tonfolge e1–fis1–a1–h1–cis2–e2 ergibt eine Melodie aus dem Gloria. Die Glocken im Einzelnen:
| Nr. | Name              | Gussjahr | Gießer                | Gewicht [kg] | Schlagton | Aufschrift | Reliefdarstellung                                                   | Läuteanlass                                |
| --- | ----------------- | -------- | --------------------- | ------------ | --------- | --- | ------------------------------------------------------------------- | ------------------------------------------ |
| 1.  | Patrona Bavariae  | 1957     | Johann Hahn, Landshut | 935          | e1        | Hl. Maria, Du Schutzfrau Bayerns, segne unsere Heimat! | St. Maria (nach einem Entwurf von Josef Henselmann, München)        | Hochfeste, Stundenschlag                   |
| 2.  | St. Josef         | 1957     | Johann Hahn, Landshut | 610          | fis1      | Hl. Josef, beschütze unsere Arbeitersiedlung und unsere Familien | St. Josef (nach einem Entwurf von Josef Henselmann, München)        | Sonntagsgottesdienst, Viertelstundenschlag |
| 3.  | Bruder Konrad     | 1957     | Johann Hahn, Landshut | 345          | a1        | Hl. Bruder Konrad, unser niederbayerischer Landsmann, bitte für uns! | Bruder Konrad                                                       | Angelusläuten                              |
| 4.  | St. Christophorus | 1957     | Johann Hahn, Landshut | 252          | h1        | Hl. Christophorus, gib uns gute Fahrt und Überfahrt! | St. Christophorus (?)                                               |                                            |
| 5.  | St. Wolfgang      | 1929     | Johann Hahn, Landshut | 175          | cis2      | Gegossen unter H. H. Bisch. Geistl. Rat Frischeisen, Stadtpfarrer | St. Wolfgang (nach dem Modell im Kloster Sankt Emmeram, Regensburg) |                                            |
| 6.  | Totenglocke       | 1947     | Johann Hahn, Landshut | 100          | e2        | Den Gestorbenen und Gefallenen zum treuen Gedenken – Gestiftet von Pfarrer Martin Lehner Allen die noch in Gefangenschaft sind / Eine recht baldige Heimkehr künd! / Alle die fielen fürs Vaterland / Geben wir Herr Gott in deine Hand | Rosenrelief                                                         | Tod eines Pfarrangehörigen                 |